# Vingt-quatre caprices pour violon de Paganini
Pour les articles homonymes, voir 24 et Caprice.
Les Vingt-quatre Caprices pour violon solo, MS 25 op. 1 sont une série de 24 capriccio, composés entre 1802 et 1817 par le violoniste et compositeur italien Niccolò Paganini, puis publiés en 1819, un des chefs-d'œuvre les plus célèbres de ce violoniste virtuose le plus célèbre de son temps.  
Les Caprices (dont le Caprice no 24 en particulier) sont une étude démonstrative concentrée de difficultés techniques extrêmes en plus d'être nouvelles pour l'époque (pizzicato à la main gauche, grands intervalles comme la dixième, utilisation des doubles, triples ou quadruples cordes, superposition de mélodies, etc.). De ce fait, ils ont rebuté maints violonistes du XIXe siècle qui les ont déclarés injouables. Le Norvégien Ole Bull fut le premier à les jouer intégralement en concert. Ils sont aujourd'hui rentrés au répertoire de concert de beaucoup de violonistes, en effet au-delà du simple exercice de virtuosité, certains renferment une valeur artistique et musicale très prononcée.

## Les reprises
Les Caprices, et particulièrement le Caprice no 24 (sûrement le plus connu), furent une source intense d'inspiration et de transcription pour les compositeurs des XIXe et XXe siècles. Beaucoup eurent une nette préférence pour transposer pour le piano les difficultés imposées originellement au violon. Citons :
- Robert Schumann :
  - Études d'après les Caprices de Paganini (1832)
  - Six Études de concert sur les Caprices de Paganini (1833)
- Franz Liszt : Six Grandes Études de Paganini pour piano solo (1851)
- Johannes Brahms : Variations sur un thème de Paganini (1862-63, d'après le 24e caprice)
- Sergueï Rachmaninov : Rhapsodie sur un thème de Paganini (1934, d'après le 24e caprice)
- Witold Lutosławski : Variations Paganini sur le 24e caprice pour piano et orchestre, etc.
- Luc Baiwir : Variations sur un thème de Paganini - d'après le 24e caprice - Livre 1 (2007) - Livre 2 (2012)
- Benny Goodman : Caprice XXIV Paganini

## Liste des 24 caprices
- no 1 en mi majeur (andante)
- no 2 en si mineur (moderato)
- no 3 en mi mineur (sostenuto - presto - sostenuto)
- no 4 en do mineur (maestoso)
- no 5 en la mineur (agitato)
- no 6 en sol mineur (lento)
- no 7 en la mineur (posato)
- no 8 en mi bémol majeur (maestoso)
- no 9 en mi majeur (la chasse) (allegretto)
- no 10 en sol mineur (vivace)
- no 11 en do majeur (andante - presto - tempo I)
- no 12 en la bémol majeur (allegro)
- no 13 en si bémol majeur (allegro)
- no 14 en mi bémol majeur (moderato)
- no 15 en mi mineur (posato)
- no 16 en sol mineur (presto)
- no 17 en mi bémol majeur (sostenuto - andante)
- no 18 en do majeur (corrento - allegro)
- no 19 en mi bémol majeur (lento - allegro assai)
- no 20 en ré majeur (allegretto)
- no 21 en la majeur (amoroso - presto)
- no 22 en fa majeur (marcato)
- no 23 en mi bémol majeur (posato)
- no 24 en la mineur (thema - quasi presto - variationi - finale)

## Cinéma et télévision
- 2013 : Paganini, le violoniste du diable, de Bernard Rose, avec David Garrett dans le rôle de Niccolò Paganini.